# Roberto Aláiz
Roberto Aláiz (ur. 20 lipca 1990) – hiszpański lekkoatleta specjalizujący się w biegach długodystansowych.
Jego pierwszą międzynarodową imprezą były mistrzostwa Europy juniorów w Nowym Sadzie (2009), na których zajął 12. miejsce w biegu na 3000 metrów z przeszkodami. Piąty zawodnik biegu na 5000 metrów podczas młodzieżowych mistrzostw Starego Kontynentu w Ostrawie (2011). W 2012 startował na mistrzostwach Europy w biegu na przełaj w Budapeszcie, na których zajął 17. miejsce w biegu młodzieżowców oraz zdobył srebro w drużynie. Siódmy zawodnik biegu na 3000 metrów podczas halowych mistrzostw Europy w Göteborgu (2013). W 2014 zajął 5. miejsce w biegu na 5000 metrów podczas europejskiego czempionatu w Zurychu. Stawał na podium młodzieżowych mistrzostw Hiszpanii.

## Osiągnięcia
| Rok  | Impreza                                   | Miejsce    | Konkurencja                   | Lokata      | Wynik    |
| ---- | ----------------------------------------- | ---------- | ----------------------------- | ----------- | -------- |
| 2009 | Mistrzostwa Europy juniorów               | Nowy Sad   | bieg na 3000 m z przeszkodami | 12. miejsce | 9:29,84  |
| 2011 | Młodzieżowe mistrzostwa Europy            | Ostrawa    | bieg na 5000 m                | 5. miejsce  | 14:24,62 |
| 2011 | Mistrzostwa Europy w biegach przełajowych | Velenje    | bieg młodzieżowców            | 21. miejsce | 24:11    |
| 2012 | Mistrzostwa Europy w biegach przełajowych | Budapeszt  | bieg młodzieżowców            | 17. miejsce | 25:12    |
| 2012 | Mistrzostwa Europy w biegach przełajowych | Budapeszt  | drużyna młodzieżowców         | 2. miejsce  |          |
| 2013 | Halowe mistrzostwa Europy                 | Göteborg   | bieg na 3000 m                | 7. miejsce  | 7:55,12  |
| 2013 | Igrzyska śródziemnomorskie                | Mersin     | bieg na 3000 m z przeszkodami | 8. miejsce  | 8:42,61  |
| 2013 | Mistrzostwa świata                        | Moskwa     | bieg na 3000 m z przeszkodami | eliminacje  | 8:33,32  |
| 2014 | Mistrzostwa Europy                        | Zurych     | bieg na 5000 m                | 5. miejsce  | 14:11,47 |
| 2014 | Mistrzostwa Europy w biegach przełajowych | Samokow    | bieg seniorów                 | 15. miejsce | 33:26    |
| 2014 | Mistrzostwa Europy w biegach przełajowych | Samokow    | drużyna seniorów              | 2. miejsce  |          |
| 2015 | Superliga drużynowych mistrzostw Europy   | Czeboksary | bieg na 3000 m                | 2. miejsce  | 8:35,07  |
| 2015 | Mistrzostwa świata                        | Pekin      | bieg na 3000 m z przeszkodami | eliminacje  | DNF      |
| 2022 | Mistrzostwa Europy                        | Monachium  | bieg na 10 000 m              | 14. miejsce | 28:14,86 |
| 2022 | Mistrzostwa Europy w biegach przełajowych | Turyn      | bieg seniorów                 | 18. miejsce | 30:30    |
| 2022 | Mistrzostwa Europy w biegach przełajowych | Turyn      | drużyna seniorów              | 3. miejsce  |          |

## Rekordy życiowe
- bieg na 3000 metrów (stadion) – 7:48,82 (2015)
- bieg na 3000 metrów (hala) – 7:53,99 (2013)
- bieg na 5000 metrów – 13:38,89 (2014)
- bieg na 10 000 metrów – 28:27,76 (2014)
- bieg na 3000 metrów z przeszkodami – 8:19,85 (2015)